# 매일 그대와 (KBS)
매일 그대와는 KBS 해피FM에서 2013년 4월 8일부터 2020년 8월 30일까지 7년간 방송했던 라디오 프로그램이다.

## 역대 방송시간
| 방송 채널  | 방송 기간                         | 방송 시간                   |
| ---------- | --------------------------------- | --------------------------- |
| KBS 해피FM | 2013년 4월 8일 ~ 2017년 2월 19일  | 매일 아침 9:05 ~ 오전 11:00 |
| KBS 해피FM | 2017년 2월 20일 ~ 2020년 8월 30일 | 매일 아침 9:00 ~ 오전 11:00 |

## 역대 DJ
- 김동규 (2013년 4월 8일 ~ 2015년 6월 14일)
- 주병진 (2015년 6월 15일 ~ 2016년 1월 17일) (팝음악전문)
- 유열 (2016년 1월 18일 ~ 2017년 2월 5일) (팝음악전문)
- 최수종 (2017년 2월 6일 ~ 2018년 9월 30일 / 역대 조인트 진행자: 김준호, 이덕화 / 임시 대리 진행자: 김영호, 문정희) (가요전문)
- 조규찬 (2018년 10월 1일 ~ 2020년 8월 30일)

## 역대 오프닝 음악
- 하루의 시작 (일본 드라마 《백의의 눈물》 주제곡) (2017년 2월 6일 ~ 2018년 9월 30일)
- 휘파람을 불며 (드라마 《도깨비》 주제곡) (2018년 10월 1일 ~ 2020년 8월 30일)